# Don and Juan
Don & Juan war ein US-amerikanisches Rhythm-and-Blues-Duo.

## Bandgeschichte
Die Gruppe wurde 1961 von den beiden Gebäudereinigern Roland Trone und Claude Johnson gegründet. Das Duo veröffentlichte im Jahr 1963 ihre erste Single mit dem Titel What's Your Name und sie erreichten 1963 damit Platz 7 der US-Charts; es blieb jedoch ihr einziger Chart-Erfolg.